# Moves Like Jagger
«Moves Like Jagger» — песня американской поп-рок-группы Maroon 5 при участии поп-певицы Кристины Агилеры, возглавлявшая Billboard Hot 100 в августе 2011 года. Премьера песни состоялась 21 июня 2011 года; Maroon 5 и Кристина Агилера исполнили её вживую на телешоу The Voice, в тот же день песня вышла в продажу в качестве сингла на iTunes. Позже песня была включена в переиздание третьего студийного альбома Hands All Over. Текст песни повествует о способности главного героя произвести впечатление на девушку своими танцевальными движениями, которые он сравнивает с движениями Мика Джаггера. Композиция была написана Адамом Левином, Бенджамином Левином, Аммэром Маликом и Shellback, продюсеры песни — Бенджамин Левин и Shellback. «Moves Like Jagger» — первая песня в чарте Billboard Hot 100, которую спели два победителя ежегодной церемонии «Грэмми» в номинации Лучший новый исполнитель. Клип на песню снял Юнас Окерлунд.

## Структура
В сплетении свистящей мелодии и струн гитары Адам Левин хвастается и старается изо всех сил произвести впечатление на девушку благодаря приподнятой мелодии, даже сравнивая свои танцевальные движения с идолом британской рок-группы Rolling Stones — Миком Джаггером. Во время хука он поёт: «Дотронься до меня языком / И я узнаю тебя / Целуй меня, пока не опьянеешь / И я покажу тебе / Все движения Джаггера / Я двигаюсь, как Джаггер / Я двигаюсь, как Джаггер». Кристина Агилера появляется в середине песни перед кульминацией, поддразнивая главного героя: «Ты хочешь знать, как добиться моей улыбки / Дерзай, обладай мной всю ночь / Но если я поделюсь своей тайной / Тебе придется её сохранить / Никто больше не сможет этого увидеть», после чего Кристина переходит на свой высокий фирменный вокал.

## Отзывы критиков
Билл Лэмб, редактор портала About.com/Top 40, был впечатлён «лёгкостью, гибкостью и напуганной мелодией» песни, «достаточной нервозностью в лирике» и «вокальной химией между Левином и Агилерой». Дав четыре с половиной звезды из пяти, Лэмб похвалил такие образы, как «дотронься до меня языком» и «посмотри в мои глаза, и я буду принадлежать тебе», показывающие «отсутствие напряжения в простой лёгкой поп-песне». Лэмб пришёл к выводу: «„Moves Like Jagger“ является открытием и может стать песней лета. Она лёгкая, танцевальная и будет великолепно звучать в машине с откидным верхом». Джеймс Динх из MTV Newsroom сказал: «Адам Левин и Кристина Агилера сменили свою дружескую конкуренцию в рамках проекта телеканала NBC „The Voice“ на особую атмосферу в звукозаписывающей студии», назвав запись «претендентом на лучшую летнюю песню 2011 года». Робби Доу из Idolator сравнил свистящую мелодию и гитарные риффы в стиле диско с классическим хитом 1978 года «Miss You» британской рок-группы Rolling Stones. Он назвал песню «удивительно сладкой с электрооттенком» и похвалил Кристину Агилеру за то, что она «затмила всех». Доу констатировал: «Это лучшая песня от обоих артистов за последние годы». Скотт Шелтер из Pop Crush дал песне «Moves Like Jagger» четыре с половиной звезды из пяти возможных. Он назвал песню «танцевальной и весёлой» и написал, что «песня была бы великой и без участия Кристины, но её зажигательное участие сделало песню ещё лучше».

## Награды и номинации
| Год  | Организация                  | Награда                                 | Результат |
| ---- | ---------------------------- | --------------------------------------- | --------- |
| 2012 | Billboard Music Awards       | Top 100 Song                            | Номинация |
| 2012 | Billboard Music Awards       | Top Streaming Song                      | Номинация |
| 2012 | Billboard Music Awards       | Top Digital Song                        | Номинация |
| 2012 | Billboard Music Awards       | Top Pop Song                            | Номинация |
| 2012 | Gaon Chart K-Pop Awards      | International Song of the Year          | Победа    |
| 2012 | Grammy Awards                | Best Pop Duo/Group Performance          | Номинация |
| 2012 | MTV Video Music Awards Japan | Best Group Video                        | Номинация |
| 2012 | MTV Video Music Awards Japan | Best Collaboration                      | Номинация |
| 2012 | MuchMusic Video Awards       | International Video of the Year — Group | Номинация |
| 2012 | Myx Music Awards             | Favorite International Video            | Номинация |
| 2012 | Premios 40 Principales       | Best International Song                 | Номинация |
| 2012 | Teen Choice Awards           | Choice Music: Single by a Group         | Номинация |

## Выступления вживую
Песня «Moves Like Jagger» впервые была исполнена на конкурсе талантов американского шоу The Voice 21 июня 2011 года Maroon 5 спели песню без Кристины Агилеры на America’s Got Talent 3 августа 2011 года, в день подведения итогов четвёртой недели выступлений конкурсантов в Голливуде. 5 августа группа спела песню на Today Show, а их выступление увеличило популярность сингла в чарте iTunes до первого места в этот же день. Благодаря выпуску музыкального видеоклипа песня продолжила удерживать первую строчку в iTunes.

## Появление в чартах
9 июля 2011 года сингл «Moves Like Jagger» дебютировал на восьмом месте в чарте Billboard Hot 100 и стал четвёртым хитом группы в лучшей десятке синглов и девятым — у Кристины Агилеры. «Moves Like Jagger» совершил свой дебют на втором месте в чарте Hot Digital Songs с продажи за первую неделю на территории Соединённых Штатов Америки — 213 000 копий На следующей неделе песня поднялась до третьего места в Hot 100, благодаря поддержке радио и увеличившимся продажам сингла до 219 000 копий, что привело к лидирующей позиции в чарте Hot Digital Songs. 31 августа композиция возглавила Hot 100 с общими продажами сингла 1 326 000 копий в США. На сегодняшний день это самое успешное сотрудничество группы со сторонним исполнителем после сингла «If I Never See Your Face Again» с Рианной в 2008 году, который достиг своего максимума на 51 месте в чарте Hot 100.
1 августа 2011 года «Moves Like Jagger» стартовал со второго места в чарте Австралии и стал самым лучшим результатом Кристины Агилеры в этом чарте с 2007 года, когда её сингл «Candyman» достиг своего пика на втором месте. 20 августа песня заняла первое место в чарте Canadian Hot 100, став вторым синглом первой величины у группы и третьим — у Кристины Агилеры, которая занимала первое место 9 лет назад с песней «Beautiful». Сингл «Moves Like Jagger» дебютировал на третьем месте в чарте UK Singles Chart с продажами 56 000 копий 27 августа 2011 года, став четвёртой песней у Maroon 5 и пятнадцатой — у Кристины Агилеры, вошедшей в лучшую десятку синглов в Великобритании.
31 августа «Moves Like Jagger» возглавил чарт Billboard Hot 100, благодаря лучшей ротации на радио в течение трёх недель подряд. Это первый сингл Maroon 5 с 2007 года, когда их песня «Makes Me Wonder» возглавляла американский чарт; у Кристины Агилеры это пятый сингл на вершине чарта со времён песни «Lady Marmalade» 2001 года. К тому же Адам Левин — первый артист, которому удалось войти в лучшую десятку синглов чарта Hot 100, в составе группы и в роли сольного исполнителя. Благодаря успеху Moves Like Jagger Кристина Агилера вошла в список восьми музыкантов, которые имеют в своей карьере синглы первой величины в чарте Hot 100 на протяжении трёх десятилетий: в 1990-х («Genie in a Bottle»), в 2000-х («What a Girl Wants», «Come On Over Baby (All I Want Is You)» и «Lady Marmalade»), и в 2010-х («Moves Like Jagger»).

## Форматы и список композиций
- Цифровая дистрибуция[1]

1. «Moves Like Jagger» (при участии Кристины Агилеры) — 3:21

- CD-сингл

1. «Moves Like Jagger» (при участии Кристины Агилеры) — 3:21
2. «Moves Like Jagger» (при участии Кристины Агилеры) (Soul Seekerz Radio Edit) — 3:25

## Чарты и сертификации
| Чарт (2011—2012)                    | Высшее место |
| ----------------------------------- | ------------ |
| Австралия (ARIA)                    | 2            |
| Австрия (Ö3 Austria Top 40)         | 1            |
| Бельгия/Фландрия (Ultratop 50)      | 4            |
| Бельгия/Валлония (Ultratop 50)      | 4            |
| Hot 100                             | 1            |
| Болгария (IFPI)                     | 1            |
| Canadian Hot 100                    | 1            |
| HRT                                 | 1            |
| Чехия (Rádio — Top 100)             | 2            |
| Дания (Tracklisten)                 | 1            |
| European Hot 100 Singles            | 1            |
| Финляндия (Suomen virallinen lista) | 1            |
| Франция (SNEP)                      | 3            |
| Германия (GfK)                      | 2            |
| Greek Airplay Chart                 | 1            |
| Венгрия (Rádiós Top 40)             | 1            |
| Италия (FIMI)                       | 2            |
| Ирландия (IRMA)                     | 1            |
| Израиль (Media Forest)              | 1            |
| Japan Hot 100                       | 30           |
| Billboard                           | 1            |
| Mexican Airplay Chart               | 1            |
| Нидерланды (Dutch Top 40)           | 2            |
| Нидерланды (Single Top 100)         | 2            |
| Новая Зеландия (Recorded Music NZ)  | 1            |
| Норвегия (VG-lista)                 | 1            |
| Польша (Polish Airplay Top 100)     | 1            |
| Russian Airplay Chart               | 1            |
| General Airplay Chart               | 1            |
| 2M                                  | 1            |
| Шотландия (OCC Scotland)            | 1            |
| Словакия (Rádio — Top 100)          | 1            |
| GAON                                | 1            |
| Испания (PROMUSICAE)                | 3            |
| Швеция (Sverigetopplistan)          | 1            |
| Швейцария (Schweizer Hitparade)     | 5            |
| Великобритания (OCC UK Singles)     | 2            |
| ФДР TOP 40                          | 4            |
| Billboard Hot 100                   | 1            |
| Adult Contemporary (Billboard)      | 7            |
| Adult Pop Songs (Billboard)         | 3            |
| Hot Dance Club Songs (Billboard)    | 27           |
| Latin Pop Songs (Billboard)         | 37           |
| Pop Songs (Billboard)               | 1            |

| Страна         | Сертификация | Продажи   |
| -------------- | ------------ | --------- |
| Новая Зеландия | Золотая      | 15,000    |
| Австралия      | Платиновая   | 70,000    |
| США            | Платиновая   | 1,000,000 |

## Хронология релиза
| Страна            | Дата            | Формат           |
| ----------------- | --------------- | ---------------- |
| Канада            | 21 июня 2011    | Digital download |
| Соединённые Штаты | 21 июня 2011    | Digital download |
| Австралия         | 22 июня 2011    | Digital download |
| Дания             | 22 июня 2011    | Digital download |
| Франция           | 22 июня 2011    | Digital download |
| Нидерланды        | 22 июня 2011    | Digital download |
| Новая Зеландия    | 22 июня 2011    | Digital download |
| Швеция            | 22 июня 2011    | Digital download |
| Великобритания    | 14 августа 2011 | Digital download |
| Германия          | 26 августа 2011 | CD сингл         |